# Dolores O'Riordanová
Dolores Mary Eileen O’Riordanová (nepřechýleně O’Riordan; 6. září 1971 – 15. ledna 2018 ) byla irská písničkářka, která nejvíce proslula ve skupině The Cranberries, vydala však i dvě sólová alba. Skupinu Cranberries dovedla za třináct let její existence k celosvětovému úspěchu. Členové Cranberries ukončili spolupráci v roce 2003, kdy se většina členů vrhla na sólovou dráhu. V roce 2009 se skupina opět dala dohromady.
První sólová deska Dolores O’Riordanové Are You Listening? vyšla v roce 2007, druhá No Baggage byla vydána o dva roky později. Dolores byla známá díky svému nezaměnitelnému hlasu a silnému irskému přízvuku.

## Život
Dolores O’Riordanová se narodila v irském městě Limerick jako nejmladší ze sedmi dětí. Vyrůstala v katolické rodině. Od dětství hrála na klavír; ve 20 letech se naučila hrát na kytaru.

### The Cranberries
V roce 1990 vyhrála Dolores konkurz na roli zpěvačky v kapele The Cranberry Saw Us (která se později přejmenovala na The Cranberries). Skupina vydala pět alb: Everybody Else Is Doing It, So Why Can't We? (1993), No Need to Argue (1994), To the Faithful Departed (1996), Bury the Hatchet (1999) a Wake Up and Smell the Coffee (2001) a výběr největších hitů skupiny nazvaný Stars: The Best of 1992–2002 (2002). V roce 2003 ohlásila skupina rozpad.
Během devadesátých let měnila Dolores často své účesy – od velmi krátkých vlasů až po vlasy po ramena, barvených do nesčetných barev a odstínů. Často také vystupovala bosá.
V srpnu 2009, když v jedné newyorské rozhlasové stanici propagovala svou desku No Baggage, prozradila Dolores, že se Cranberries dali znovu dohromady a chystají se na celosvětové turné. Během něho projeli Severní a Jižní Ameriku a Evropu. Hrály se jak hity skupiny Cranberries, tak i písničky ze sólových desek Dolores a samozřejmě také nové věci.
Byla hlavní skladatelka the Cranberries (s kytaristou Noel'em Hogan'em), napsala taky všechny texty písní skupiny.
Ke svým dvěma sólovým albům napsala sama jak hudbu, tak i texty.

### Sólová dráha
V roce 2004 si Dolores zazpívala na albu Zu & Co. italského zpěváka Zucchera písničku „Pure Love“. Na albu také spolupracovali takoví hudebníci jako Sting, Sheryl Crow, Luciano Pavarotti, Miles Davis, John Lee Hooker, Macy Gray a Eric Clapton. V témže roce spolupracovala Dolores také se skladatelem Angelem Badalamentim na soundtracku k filmu Evilenko. Nazpívala tu několik písní včetně ústřední melodie „Angels Go to Heaven“.

V roce 2005 spolupracovala Dolores jako host se skupinou Jam & Spoon na albu Tripomatic Fairytales 3003, na kterém nazpívala píseň „Mirror Lover“. Dolores také hrála roličku zpěvačky na svatbě v komedii Adama Sandlera Click.

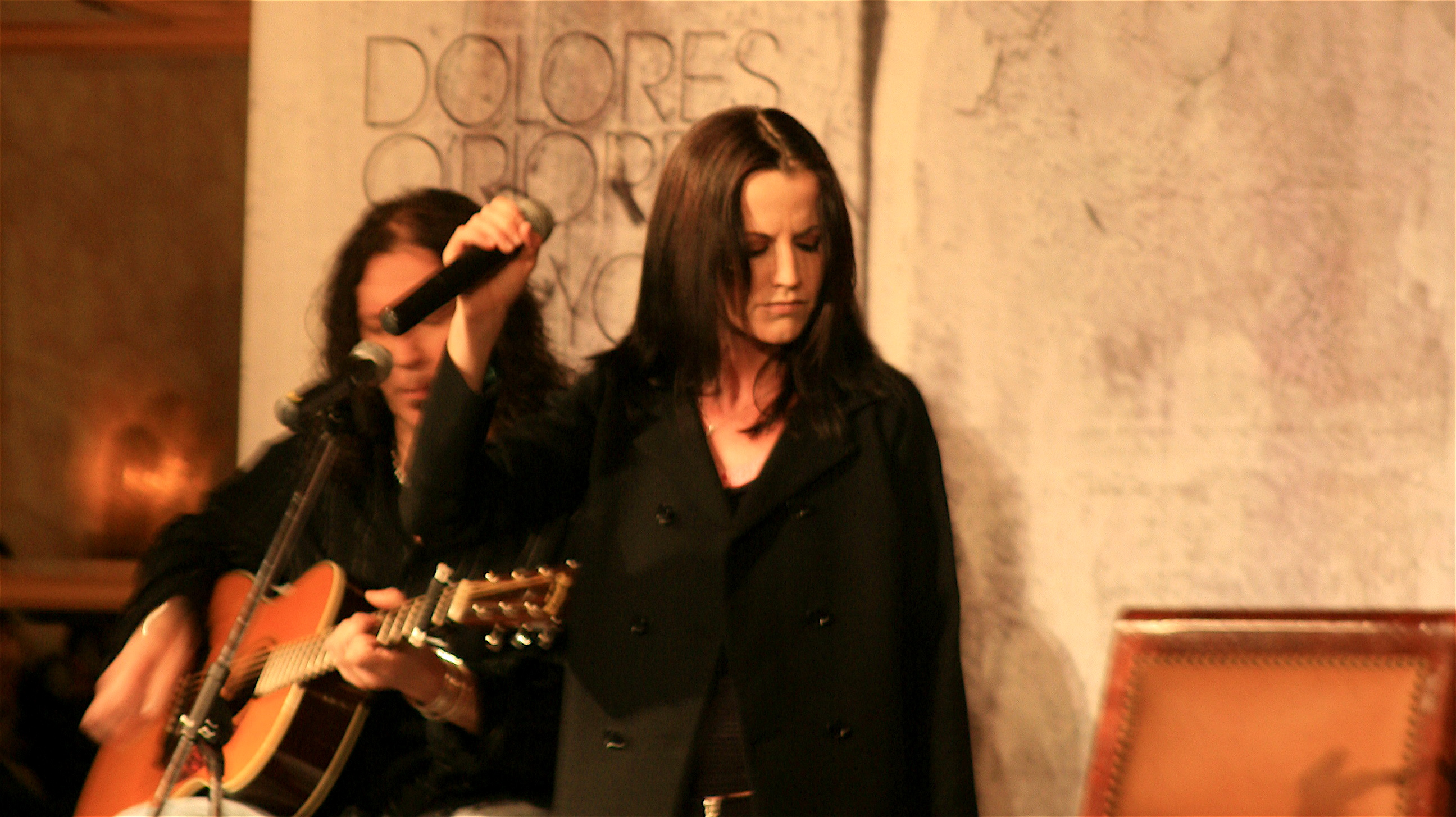
Dlouhovlasá Dolores O’Riordanová, 2007

První sólová deska Dolores O’Riordanové vyšla v květnu 2007. Klip k prvnímu singlu z této desky, písničce „Ordinary Day“, se natáčel v Praze. Druhým singlem byla píseň „When We Were Young“. V listopadu 2007 zrušila Dolores kvůli nemoci část svého plánovaného evropského turné (koncerty v Lille, Paříži, Lucemburku, Varšavě a Praze). V prosinci už ale odehrála pár koncertů v malých klubech ve Spojených státech.
Druhá sólová deska No Baggage vyšla v srpnu 2009. Prvním singlem z této desky se stala skladba „The Journey“.
V roce 2015 se podílela na albu Like a Puppet Show herce Johna Malkoviche.

### D.A.R.K.
V dubnu 2014 začala Dolores spolupracovat s americkou rockovou kapelou D.A.R.K. (dříve Jetlag). První album skupiny D.A.R.K. připravené ve spolupráci s Dolores nese název Science Agrees, vydáno bylo v září 2016.

### Smrt
Zemřela 15. ledna 2018 ve věku 46 let. O'Riordan byla nalezena 15. ledna 2018 v londýnském hotelu v Mayfair bez známek života a za mrtvou byla prohlášena ještě ten den ráno. Příčina smrti nebyla okamžitě zveřejněna, až vyšetřování z 6. září ukázalo, že utonula ve vaně v důsledku otravy alkoholem. V jejím pokoji byly nalezeny prázdné láhve (pět miniaturních lahví a láhev šampaňského).

### Památka
Dne 18. ledna 2018 vydala skupina Bad Wolves cover písně Zombie. Původně nemělo jít o cover, ale písničku měla opět nazpívat Dolores. Než se tomu tak stalo, zpěvačka tragicky zemřela. Píseň nazpíval Tommy Vext. Výtěžek z písničky šel dětem zesnulé zpěvačky.

### Soukromý život
V roce 1994 se vdala za Dona Burtona, se kterým měla tři děti – Taylora (* 1997), Molly (* 2001), Dakotu (* 2005). Pár se ale po 20 letech manželství v roce 2014 rozvedl.

## Diskografie

### Sólové desky
- Are You Listening? (2007)
- No Baggage (2009)

### S Cranberries
- Everybody Else Is Doing It, So Why Can't We? (1993)
- No Need to Argue (1994)
- To the Faithful Departed (1996)
- Bury the Hatchet (1999)
- Wake Up and Smell the Coffee (2001)
- Roses (2012)
- Something Else (2017)
- In The End (2019)

### S D.A.R.K.
- Science Agrees (2016)